# Frankrig ved sommer-OL 1900
Frankrig ved sommer-OL 1900. Franske sportsudøvere deltog i tyve sportsgrene under Sommer-OL 1900 i Paris, på "hjemmebane". Frankrig er tildelt 26 guld- 40 sølv- og 34 bronzemedaljer og indtog dermed førstepladsen på den uofficielle medaljestatistik. 

## Medaljer
| 1900 Paris | Guld | Sølv | Bronze | Total |
| Frankrig   | 26   | 41   | 34     | 101   |

Det blev ikke uddelt medaljer under Sommer-OL 1900 i Paris. Vinderen fik sølvmedalje og den som kom på anenpladsen fik bronze. Det var først under Sommer-OL 1904 der blev uddelt medaljer til de tre bedste, men IOC har med tilbagevirkende kraft besluttet at medaljefordelingen også gælder for de olympiske lege  1896 i Athen og  1900 i Paris

### Medaljevinderne
| Frankrig under OL 1900 Paris | Frankrig under OL 1900 Paris | Frankrig under OL 1900 Paris | Frankrig under OL 1900 Paris   | Frankrig under OL 1900 Paris |
| Medaljer                     | Udøver | Sport                        | Øvelse                         | Resultat                     |
| ---------------------------- | --- | ---------------------------- | ------------------------------ | ---------------------------- |
| Guld                         | Albert Ayat | Fægtning                     | Kårde for amatørfægtere        |                              |
| Guld                         | Albert Ayat | Fægtning                     | Kårde for fægtere              |                              |
| Guld                         | Aumoitte | Krokket                      | single, en kugle               |                              |
| Guld                         | Aumoitte og Johin | Krokket                      | double                         |                              |
| Guld                         | Roger de Barbarin | Skydning                     | Trap                           | 17                           |
| Guld                         | Henri Barrelet | Roning                       | singelsculler                  | 7.35,6                       |
| Guld                         | Emile Coste | Fægtning                     | Fleuret                        |                              |
| Guld                         | Georges de la Falaise | Fægtning                     | Sabel                          |                              |
| Guld                         | Henri Hérouin | Bueskydning                  | Au cordon doré (50 m)          | 31 point                     |
| Guld                         | Dominique Gardères på «Canéla» | Hestesport                   | højdespring                    | 1,85 meter                   |
| Guld                         | Émile Grumiaux | Bueskydning                  | Sur la perche à la pyramide    |                              |
| Guld                         | Maurice Larrouy | Skydning                     | 25 m silhuetpistol             | 58 point                     |
| Guld                         | Lucien Mérignac | Fægtning                     | Fleuret for fægtere            |                              |
| Guld                         | Eugène Mougin | Bueskydning                  | Au chapelet (50 m)             |                              |
| Guld                         | Achille Paroche | Skydning                     | 300 m armégevær, liggende      | 332 point                    |
| Guld                         | Waydelich | Krokket                      | single, to kugler              |                              |
| Guld                         | Cercle de l'Aviron de Roubaix: Henri Bouckaert Jean Cau Émile Delchambre Henri Hazebroucq Charlot, styrmand | Roning                       | firer med styrmand (1. finale) | 7.11,0                       |
| Guld                         | Wladimir Aïtoff A. Albert Léon Binoche Jean Collas Jean-Guy Gauthier Auguste Giroux Charles Gondouin Constantin Henriquez de Zubiera J. Hervé Victor Larchandet Hubert Lefèbvre Joseph Olivier Alexandre Pharamond Frantz Reichel André Rischmann Albert Roosevelt Émile Sarrade | Rugby union                  | Rugby union                    |                              |
| Sølv                         | Emile Bougnol | Fægtning                     | Kårde for fægtemestre          |                              |
| Sølv                         | Emile Champion | Atletik                      | Maraton                        | 3.04.17,0                    |
| Sølv                         | Henri Deloge | Atletik                      | 1500 meter                     | 4.07,2                       |
| Sølv                         | Maurice Durquetty Etchegaray | Pelota                       | Pelota                         |                              |
| Sølv                         | André Gaudin | Roning                       | singelsculler                  | 7.41,6                       |
| Sølv                         | Henri Helle | Bueskydning                  | Au chapelet (50 m)             |                              |
| Sølv                         | Johin | Krokket                      | single, en kugle               |                              |
| Sølv                         | Alphonse Kirchhoffer | Fægtning                     | Florett for fægtemestre        |                              |
| Sølv                         | Henri Masson | Fægtning                     | Florett                        |                              |
| Sølv                         | Léon Moreaux | Skydning                     | 25 m silhuettpistol            | 57 poeng                     |
| Sølv                         | Louis Perrée | Fægtning                     | Kårde åben klasse              |                              |
| Sølv                         | Auguste Serrurier | Bueskydning                  | Sur la perche à la herse       |                              |
| Sølv                         | Auguste Serrurier | Bueskydning                  | Sur la perche à la pyramide    |                              |
| Sølv                         | Henri Tauzin | Atletik                      | 400 m hekk                     | 58,3                         |
| Sølv                         | Victor Thibaud | Bueskydning                  | Au cordon doré (33 m)          |                              |
| Sølv                         | Victor Thibaud | Bueskydning                  | Au chapelet (33 m)             |                              |
| Sølv                         | Léon Thiébaut | Fægtning                     | Sabel                          |                              |
| Sølv                         | Vignerot | Krokket                      | single, to kugler              |                              |
| Sølv                         | Société Nautique de Marne: Lucien Martinet René Waleff | Roning                       | toer med styrmand              | 7.34,4                       |
| Sølv                         | Henri Deloge Gaston Ragueneau Jacques Chastanié André Castanet Albert Champoudry | Atletik                      | 5000 meter lagløp              |                              |
| Sølv                         | Louis Duffoy Maurice Lecoq Léon Moreaux Achille Paroche Jules Trinité | Skydning                     | 50 m pistol, lag               | 2203 poeng                   |
| Sølv                         | Union des Sociétés Françaises de Sports Athlétiques Philip Tomalin (lagkaptein) W. Anderson W.T. Attrill J. Braid W. Browning R. Horne T.H. Jordan Arthur McEvoy D. Robinson F. Roques A.J. Schneidau Henry Terry                                                                | Cricket                      | cricket                        |                              |
| Sølv                         | Union des Sociétés Françaises de Sports Athlétiques Pierre Allemane Louis Bach Alfred Bloch Fernand Canelle Duparc Eugène Fraysse Virgile Gaillard Georges Garnier R. Grandjean Lucien Huteau Marcel Lambert Maurice Macaire Gaston Peltier                                      | Foodbold                     | Fodbold                        |                              |
| Sølv                         | Union Nautique de Lyon: Georges Lumpp Charles Perrin Daniel Soubeyran Émile Wegelin unkjent styrmand | Roning                       | firer med styrmand (1. finale) | 7.18,0                       |
| Bronze                       | Eugène Balme | Skydning                     | 25 m silhuettpistol            | 57 poeng                     |
| Bronze                       | Pierre de Bellegarde på «Tolla» | Hestesport                   | lengdesprang                   | 5,30 meter                   |
| Bronze                       | Jacques Boulenger | Fægtning                     | Florett                        |                              |
| Bronze                       | Louis de Champsavin på «Terpsichore» | Hestesport                   | sprangridning                  | 2,26                         |
| Bronze                       | Jacques Chastanié | Atletik                      | 2500 m hinder                  |                              |
| Bronze                       | Émile Fisseux | Bueskydning                  | Au cordon doré (50 m)          | 28 poeng                     |
| Bronze                       | Henri Laurent | Fægtning                     | Kårde for fægtemestre          |                              |
| Bronze                       | Emile Mercier | Bueskydning                  | Au chapelet (50 m)             |                              |
| Bronze                       | Jean-Baptiste Mimiague | Fægtning                     | Florett for fægtemestre        |                              |
| Bronze                       | Charles Frédéric Petit | Bueskydning                  | Au chapelet (33 m)             |                              |
| Bronze                       | Charles Frédéric Petit | Bueskydning                  | Au cordon doré (33 m)          |                              |
| Bronze                       | Sautereau | Krokket                      | single, to kugler              |                              |
| Bronze                       | Léon Sée | Fægtning                     | Kårde åben klasse              |                              |
| Bronze                       | Léon Sée | Fægtning                     | Kårde for amatørfægtemestre    |                              |
| Bronze                       | Emile Torcheboeuf | Atletik                      | stille lengde                  | 3,03                         |
| Bronze                       | Waydelich | Krokket                      | single, en kugle               |                              |
| Bronze                       | Rowing Club Castillonais: Carlos Deltour Antoine Védrenne Paoli | Roning                       | toer med styrmand              | 7.57,2                       |
| Bronze                       | Cercle Nautique de Reims: Jean-Baptiste Mathieu Pierre Ferlin ukendt styrmand | Roning                       | toer med styrmand              | 8.01,0                       |